# کدوی هالووین

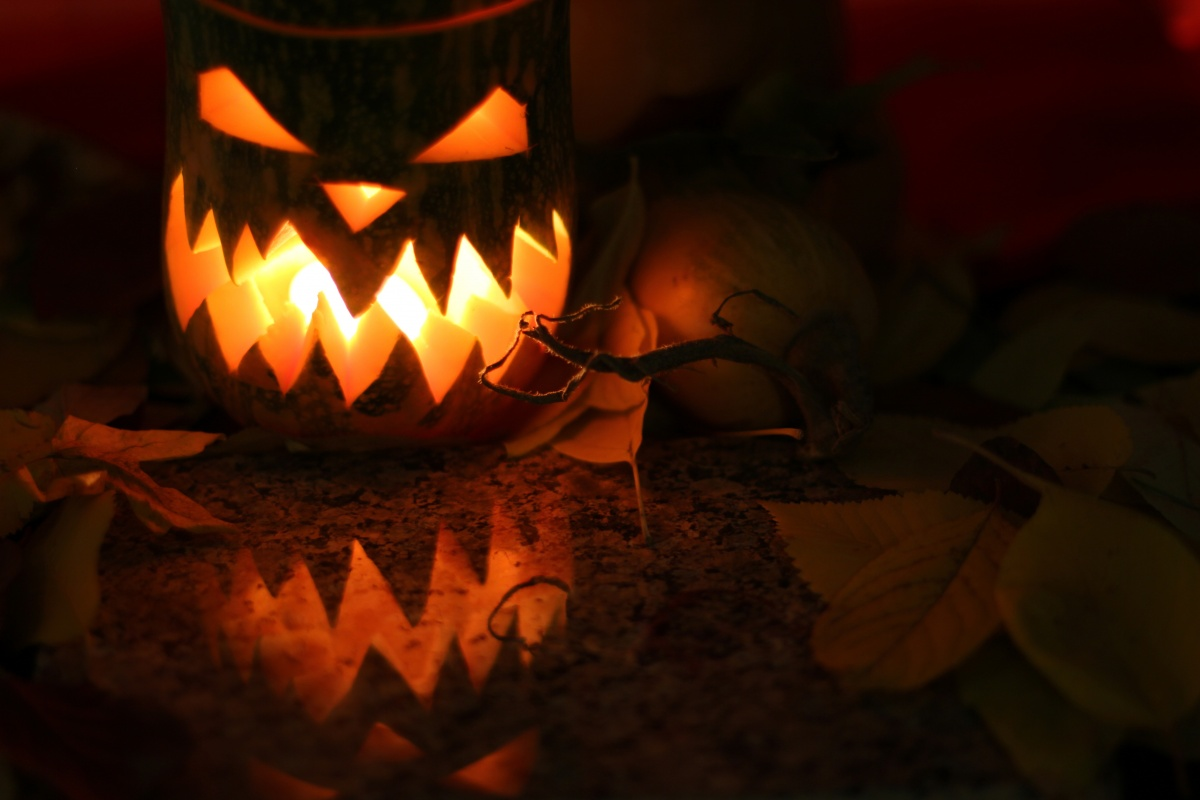
کدو تنبل به همراه شمع روشن داخلش

کدوی هالووین که در غرب به آن جَک اُ لَنتِرن (به انگلیسی: jack-o'-lantern) نیز گفته می‌شود، یک کدو تنبل یا شلغم کنده شده به صورت جاشمعی است که در جشن‌هایی مانند هالووین از آن استفاده می‌شود. کدوی هالووین معمولاً یک چهرهٔ شرور کارتونی دارد.
بزرگ‌ترین کدوی هالووین ساخته شده ۶۶۶٫۳۳ کیلوگرم وزن داشت و در ۳۱ اکتبر ۲۰۰۵ در کامبریای شمالی، پنسیلوانیا ساخته شد. چهره‌هایی ترسناک روی کدوی هالووین کنده‌کاری می‌شود تا روح افسانه‌ای جک خسیس دور شود.

## علم اشتقاق کلمه
اصطلاح jack-o'-lantern در اصل برای توصیف پدیده بصری نور کاذب  (lit., "foolish fire") که در فرهنگ عامه انگلیسی به عنوان یک اراده و آتش (will-o'-the-wisp) شناخته می شود استفاده شد. به ویژه در شرق انگلستان ، اولین استفاده شناخته شده آن به دهه 1660 برمی گردد.

## تاریخچه

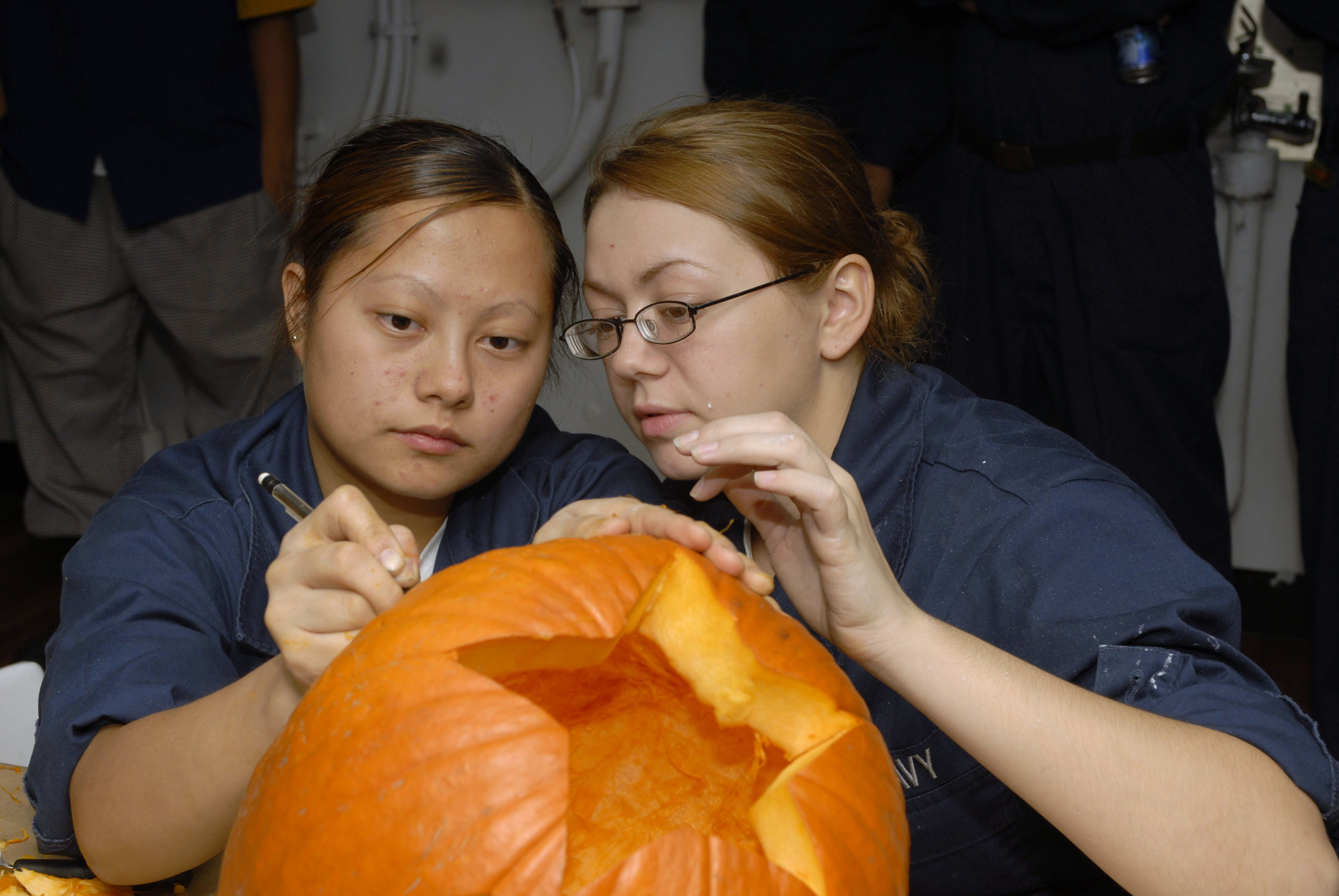
دو نفر در حال ساخت کدوی هالووین

### خاستگاه
کنده‌کاری سبزیجات در بسیاری از نقاط جهان یک عمل رایج بوده‌است. اعتقاد بر این است که رسم ساخت جک اُ لنترن در زمان هالووین در جزایر بریتانیا آغاز شد. در قرن ۱۹، شلغم‌ها، که به عنوان فانوس توخالی شده بودند و اغلب با چهره‌های عجیب و غریب حک شده بودند در هالووین در بخش‌هایی از ایرلند و ارتفاعات اسکاتلند استفاده می‌شد. در این مناطق گالیک زبان، هالووین جشنواره سوون نیز بود و به عنوان زمانی دیده می‌شد که موجودات ماوراء طبیعی (Aos Sí) و ارواح مردگان روی زمین راه می‌رفتند. جک اُ لنترن‌ها نیز در زمان هالووین در شهرستان سامرست، انگلستان در قرن نوزدهم ساخته شدند.
توسط کسانی که آنها را ساخته‌اند، گفته شده‌است که فانوس‌ها یا ارواح یا موجودات ماوراء طبیعی را نشان می‌دهند، یا برای دفع ارواح شیطانی استفاده می‌شوند. برای مثال، گاهی شرکت‌کنندگان هالووین از آنها برای ترساندن مردم استفاده می‌کردند، و گاهی آنها را روی طاقچه‌ها می‌گذاشتند تا ارواح مضر را از خانه خود دور نگه دارند. همچنین پیشنهاد شده‌است که جک اُ لنترن‌ها در اصل نشان دهنده ارواح مسیحی در برزخ بودند، زیرا شب هالووین روز همه مقدسین (۱ نوامبر) / روز همه ارواح (۲ نوامبر) است.
در ۱۶ ژانویه ۱۸۳۶، دوبلین پنی ژورنال داستانی طولانی در مورد افسانه جک اُ لنترن‌ها منتشر کرد، اگرچه در اینجا ذکری از حک شدن فانوس از یک سبزی نشده‌است. در سال ۱۸۳۷، کرونیکل لیمریک به یک میخانه محلی اشاره می‌کند که مسابقه کدو حکاکی شده را برگزار می‌کند و جایزه ای را به «بهترین تاج جک مک لنترن» اهدا می‌کند. اصطلاح «مک لنترن» نیز در سال ۱۸۴۱ در انتشار همین مقاله ظاهر می‌شود.
همچنین شواهدی وجود دارد که نشان می‌دهد شلغم در اواخر قرن هجدهم برای تراشیدن چیزی که "فانوس هوبردی" نامیده می‌شد در ووسسترشر انگلستان استفاده می‌شد. فولکلورشناس Jabez Allies مشتقات دیگری از نام، "Hobany's" را که به احتمال زیاد از "Hob and his" گرفته شده‌است، با دیگر گونه‌های دیگر از جمله "Hob-o'-Lantern", "Hobbedy's Lantern" و "Hobbady-lantern" بیان می‌کند.

### در آمریکای شمالی
کاربرد این اصطلاح برای کدو تنبل حکاکی شده در انگلیسی آمریکایی برای اولین بار در سال ۱۸۳۷ مشاهده شد.
اقتباس از داستان کوتاه واشینگتن ایروینگ «افسانه خواب آلود» (۱۸۲۰) اغلب اسب سوار بی سر را با یک کدو تنبل یا فانوس جک به جای سر بریده اش نشان می‌دهد. (در داستان اصلی، صبح روز بعد از برخورد فرضی کرین با اسب سوار، یک کدو تنبل شکسته که در کنار کلاه رها شده بود کشف می‌شود.
کاربرد این اصطلاح برای کدو تنبل حک شده در انگلیسی آمریکایی برای اولین بار در سال ۱۸۳۴ مشاهده شد. ارتباط فانوس کدو تنبل حک شده با هالووین در نسخه ۱ نوامبر دیلی نیوز ۱۸۶۶ (کینگستون، انتاریو) ثبت شده‌است:
رسم قدیمی برگزاری هالووین شب گذشته توسط جوانان شهر فراموش نشد. آن‌ها نقاب‌ها و خوش‌گذرانی‌های خود را داشتند و پس از تاریک شدن هوا در خیابان‌ها به گونه‌ای می‌چرخیدند که بدون شک برای خودشان سرگرم‌کننده بود. قربانی بزرگی از کدو تنبل بود که از آن سر و صورت شفاف ساخته شد که با دو اینچ شمع پیه گوسفند روشن میشد .
جیمز فنیمور کوپر یک رمان دریایی با عنوان جک اولانترن (le Feu-Follet)، یا خصوصی (۱۸۴۲) نوشت. جک اولانترن نام کشتی بود.
شاعر جان جان گرینلیف ویتیر، که در سال ۱۸۰۷ در ماساچوست به دنیا آمد، شعر «کدو تنبل» (۱۸۵۰) را نوشت:

اوه!—میوه ای که در قدیم پسری دوست داشت!—به یاد روزهای قدیم،
وقتی چوب انگور ارغوانی می‌شد و آجیل قهوه ای می‌افتاد!
وقتی چهره‌های وحشی و زشتی را در پوستش حک می‌کردیم،
با یک شمع در تاریکی خیره شوید!

در سال ۱۸۷۹ در Funny Nursery Rhymes، شعری به کودکان توصیه می‌کند که شبیه "استاد جک لنترن" غیرقابل اعتماد نباشند، که به عنوان "پسربچه ای شرور و فریبنده" توصیف شده‌است، شبیه به مردی که "می‌رقصد و می‌پرد". و قمار." او با طنز به عنوان شخصیت یک فانوس نشان داده شده‌است.
اگنس کار سیج، در مقاله «ورزش‌ها و آداب و رسوم هالووین» (جوانان هارپر (۱۸۸۵):
این یک رسم باستانی بریتانیایی است که در روز هالووین آتش‌سوزی‌های بزرگ روشن می‌کنند (آتش استخوانی برای پاک کردن قبل از یخ زدن زمین در زمستان) و حمل خرچنگ‌های سوزان بر روی میله‌های بلند. اما به جای این، پسران آمریکایی از فانوس‌های خنده‌دار ساخته شده از کدو تنبل‌های زرد بزرگ با یک شمع در داخل لذت می‌برند.
در ایالات متحده، کدو تنبل حک شده برای اولین بار با فصل برداشت به‌طور کلی مرتبط بود، مدتها قبل از اینکه به نمادی از هالووین تبدیل شود. در سال ۱۸۹۵، مقاله ای در مورد سرگرمی‌های روز شکرگزاری فانوس روشن را به عنوان بخشی از جشن‌ها توصیه کرد.